# Roxa
Roxa ili Canhabaque je otok u otočju Bissagos, Gvineja Bisau. Dio je sektora Bubaque. Površina mu je 111 km2, a dimenzije su mu 20 km x 11 km. Na istočnoj strani otoka nalazi se svjetionik, čija je žarišna visina 26 m.

## Stanovništvo
Otok ima 2478 stanovnika (popis iz 2009.), podijeljenih u sela Ambuduco, Ampucute, Ancanhozinho, Indenazinho, Ancaguine, Ancatipe, Angaura, Indena Grande, Ga-Cote, Inore, Ambena, Bine, Inhoda, Idjoue, Eboco, Meneque, Ancanam, Anghudjiga, Anghumba i Antchurupe.

## Vanjske poveznice
|  | Zajednički poslužitelj ima još gradiva o temi Roxa |